# Descurainia pimpinellifolia
Descurainia pimpinellifolia là một loài thực vật có hoa trong họ Cải. Loài này được (Barnéoud) O.E.Schulz mô tả khoa học đầu tiên năm 1924.